# Eltroplectris
Eltroplectris – rodzaj roślin z rodziny storczykowatych (Orchidaceae). Obejmuje 15 gatunków występujących w Ameryce Południowej, Środkowej i Północnej w takich krajach i regionach jak: Argentyna, Bahamy, Boliwia, Brazylia, Kajmany, Kolumbia, Kuba, Dominikana, Ekwador, Haiti, Jamajka, Paragwaj, Peru, Portoryko, Surinam, Trynidad i Tobago, Wenezuela, Windward Islands, Floryda w Stanach Zjednoczonych.

## Systematyka
Rodzaj sklasyfikowany do podplemienia Spiranthinae w plemieniu Cranichideae, podrodzina storczykowe (Orchidoideae), rodzina storczykowate (Orchidaceae), rząd szparagowce (Asparagales) w obrębie roślin jednoliściennych.
Wykaz gatunków
- Eltroplectris assumpcaoana Campacci & Kautsky
- Eltroplectris brachycentron Szlach.
- Eltroplectris calcarata (Sw.) Garay & H.R.Sweet
- Eltroplectris cogniauxiana (Schltr.) Pabst
- Eltroplectris dalessandroi Dodson
- Eltroplectris janeirensis (Porto & Brade) Pabst
- Eltroplectris jelskiana Szlach., Baranow & S.Nowak
- Eltroplectris kuhlmanniana (Hoehne) Szlach. & Rutk.
- Eltroplectris longicornu (Cogn.) Pabst
- Eltroplectris macrophylla (Schltr.) Pabst
- Eltroplectris misera (Kraenzl.) Szlach.
- Eltroplectris ortiziana (Szlach., Lamczyk & Baranow) J.M.H.Shaw
- Eltroplectris rossii Dodson & G.A.Romero
- Eltroplectris schlechteriana (Porto & Brade) Pabst
- Eltroplectris triloba (Lindl.) Pabst